# Idiocerus crataegi
Idiocerus crataegi är en insektsart som beskrevs av Van Duzee 1890. Idiocerus crataegi ingår i släktet Idiocerus och familjen dvärgstritar. Inga underarter finns listade i Catalogue of Life.